# Kathy Walvick
Kathy Walvick – amerykańska brydżystka, World Master w kategorii Kobiet (WBF).

## Wyniki brydżowe

### Zawody światowe
W światowych zawodach zdobyła następujące lokaty:
| Mistrzostwa Świata. Konkurencja teamów | Mistrzostwa Świata. Konkurencja teamów | Mistrzostwa Świata. Konkurencja teamów | Mistrzostwa Świata. Konkurencja teamów | Mistrzostwa Świata. Konkurencja teamów | Mistrzostwa Świata. Konkurencja teamów |
| Rok                                    | Miejsce                                | Zawody                                 | Kategoria                              | Drużyna                                | Pozycja                                |
| -------------------------------------- | -------------------------------------- | -------------------------------------- | -------------------------------------- | -------------------------------------- | -------------------------------------- |
| 2010                                   | Filadelfia                             | 13. Seria Mistrzostw Świata            | Miksty                                 | Green                                  | 22                                     |

| Mistrzostwa Świata. Konkurencja par | Mistrzostwa Świata. Konkurencja par | Mistrzostwa Świata. Konkurencja par | Mistrzostwa Świata. Konkurencja par | Mistrzostwa Świata. Konkurencja par | Mistrzostwa Świata. Konkurencja par |
| Rok                                 | Miejsce                             | Zawody                              | Kategoria                           | Partner                             | Pozycja                             |
| ----------------------------------- | ----------------------------------- | ----------------------------------- | ----------------------------------- | ----------------------------------- | ----------------------------------- |
| 2010                                | Filadelfia                          | 13. Mistrzostwa Świata              | Miksty                              | Walter Walvick                      | 264                                 |
| 1990                                | Genewa                              | 8. Mistrzostwa Świata               | Miksty                              | Walter Walvick                      | 3                                   |
| 1986                                | Miami Beach                         | 7. Mistrzostwa Świata               | Kobiety                             | Claire Tornay                       | 21                                  |
| 1982                                | Biarritz                            | 6. Mistrzostwa Świata               | Kobiety                             | Claire Tornay                       | 4                                   |

## Klasyfikacja
- Kathy Walvick – klasyfikacja WBF (ang.)